# Jacques Zeimet
Jacques Zeimet est un auteur de jeux de société luxembourgeois.

## Ludographie

### Seul auteur
- Bamboleo, 1996, Zoch
- Make Five, 1997, Zoch
- Murmeltanz, 1998, Dusyma
- Ziff Zoff, 1998, Drei Magier Spiele
- Kroko-Ei, 1999, Drei Magier Spiele
- Rollifax, 1999, Bibabutze
- Hamster Rolle, 2000, Zoch
- Seebär Ahoi, 2001, Haba
- Krawall im Stall, 2001, Selecta
- First Hand, 2002, R&R Games
- Hands Up (jeu), 2002, Schmidt Spiele
- Méli-Mélo ou Schicki Micki, 2003, Zoch
- Bello Colori (Der Bunte Hund), 2004, Amigo
- Kakerlaken-Poker ou Bug Bluff, 2004, Drei Magier Spiele
- Mauvaise Prise ou Knapp daneben, 2004, Haba
- Mixx, 2004, Drei Magier Spiele
- San Ta Si, 2005, Zoch
- Match of the Penguins, 2006, Gamewright
- Die Sprache des Manitu, 2007, Drei Magier Spiele
- Rondosum, 2007,  Jakobs
- Mäusekarussell, 2007, Drei Magier Spiele
- Mandalay, 2007,  Giseh Verlag
- Graffiti, 2007,  Huch & Friends
- Kakerlakensalat, 2007, Drei Magier Spiele
- Fladderadatsch, 2008, Zoch
- Kakerlakensuppe, 2008, Drei Magier Spiele
- Tarantel Tango, 2009, Drei Magier Spiele
- Shlof, 2010, Smartzone
- Geistertreppe, das Kartenspiel, 2010, Drei Magier Spiele
- Findevier, 2010, Steffen Spiele
- Geistesblitz, 2010, Zoch
- Samba-Tauziehen, 2011, Jakobs
- Geistesblitz 2.0, 2012, Zoch
- Hands on, 2012, Smartzone
- Kakerlakenpoker Royal, 2012,Drei Magier Spiele
- Beeren klau'n, 2012, Noris
- Sonne & Mond, 2012, Drei Hasen in der Abendsonne
- Pelican Bay, 2013, Drei Hasen in der Abendsonne
- Geistesblitz 5 vor 12, 2013, Zoch
- Kakerlaken Tanz, 2014, Drei Magier Spiele
- Yala, 2014, Steffen Spiele
- Bad Bunnies, 2015, Schmidt Spiele
- Die fiesen 7, 2015, Drei Hasen in der Abendsonne
- Geisteblitz Spooky Doo, 2016, Zoch
- Dodelido, 2016, Drei Magier Spiele
- Руки вверх, 2016, Стиль жизни
- Kakerlaken Duell, 2017, Drei Magier Spiele
- Myski w ogrodzie, 2017, Nasza Ksiegarnia
- Geistesblitz Junior, 2018, Zoch
- Ratto Zakko, 2019, Drei Magier Spiele
- Teufelskreis, 2019, Steffen Spiele
- Dodelido Extreme, 2020, Drei Magier Spiele
- Candies Challenge,2020,Smartzone
- Hula-Hoo, 2021, Drei Hasen in der Abendsonne
- Geistes-Würfel-Blitz, 2021, Zoch
- 7 UP and DOWN , 2023, Smartzone

### Avec Claude Weber
- Koole Klötze, 2023, Schmidt Spiele

### Avec René Brons
- Jumping Cups, 2020, Huch

### Avec Rolf Vogt
- Kakerlakensalat App, 2017, Peppershaver

### Avec Franck Stark et Raphael Gottlieb
- Lamm bada, 2004, Heidelberger

### Avec Théo Wagner
- Elefantastico, 2004, Zoch